# Jochroa
Jochroa là một chi bướm đêm thuộc họ Erebidae.